# Oryctes mayottensis
Oryctes mayottensis är en skalbaggsart som beskrevs av Roger Paul Dechambre 1982. Oryctes mayottensis ingår i släktet Oryctes och familjen Dynastidae. Inga underarter finns listade i Catalogue of Life.